# راستگو
راستگو (انگلیسی: On the Level) فیلمی در ژانر وسترن به کارگردانی جورج ملفورد است که در سال ۱۹۱۷ منتشر شد. از بازیگران آن می‌توان به فنی وارد اشاره کرد.